# Ilaria D'Elia
Ilaria D'Elia (Padova, 16 giugno 1975) è un'attrice italiana.

## Biografia
Originaria di Padova, ha studiato arte drammatica a Londra. Ha iniziato a lavorare nel mondo del doppiaggio prestando la voce a tre personaggi dei videogiochi: Meryl Silverburgh in Metal Gear Solid, Lian Xing in Syphon Filter e Bianca in Spyro: Year of the Dragon.
Successivamente ha preso parte ad alcune fiction della Rai: nel 1999 ha recitato in Una farfalla nel cuore e subito dopo è entrata a far parte del cast principale del telefilm La squadra, dove ha interpretato per le prime due stagioni il ruolo del vicesovrintendente di polizia Laura Onorato.
In seguito è ritornata nel Regno Unito e ha lavorato in alcune produzioni britanniche come il film The Winter Warrior, dove ha rivestito il ruolo di Lillian, e la soap opera Crossroads. Nel 2003 ha ottenuto il ruolo della protagonista Helen nel film Finding Fortune, l'anno successivo ha interpretato Rosa nel film Fakers e successivamente è stata co-protagonista della pellicola The Club insieme a Treva Etienne.
Nel 2009 ha scritto e diretto il suo primo cortometraggio, Another Thing, vincitore di due premi al diciassettesimo Arcipelago Film Festival. Oltre a questi riconoscimenti si è aggiudicata anche il David Lean Foundation Feature Film Screenwriting Award.

## Filmografia

### Attrice

#### Cinema
- Gangs of New York, regia di Martin Scorsese (2002)
- The Winter Warrior, regia di Robbie Moffat (2003)
- Finding Fortune, regia di Robbie Moffat (2003)
- Fakers, regia di Richard Janes (2004)
- The Club, regia di Tony Balogun (2004)

#### Televisione
- Killer Net – miniserie TV, puntate 01-01-03 (1998)
- Una farfalla nel cuore, regia di Giuliana Gamba – film TV (1999)
- La squadra – serie TV, 52 episodi (2000-2001)
- Crossroads – soap opera, 5 puntate (2003)
- Doctors – soap opera, puntata 5x53 (2003)
- Making Waves – serie TV, episodio 1x02 (2004)

### Regista
- Another Thing (2009)

## Doppiaggio

### Videogiochi
- Celia e Anjie in Destrega (1998)
- Meryl Silverburgh in Metal Gear Solid (1999)
- Lian Xing in Syphon Filter (1999)
- Spike in Ape Escape[4] (1999)
- Tombi! 2 (1999)
- Bianca in Spyro: Year of the Dragon (2000) e Spyro: Enter the Dragonfly (2002)